# Окамура, Томио
Томи́о Окаму́ра (чеш. Tomio Okamura, яп. 岡村 富夫; род. 4 июля 1972 года, Токио, Япония) — лидер чешской партии «Свобода и прямая демократия», политик и бизнесмен японского происхождения, имеющий как японское, так и чешское гражданство. С октября 2012 года он был членом Сената Парламента Чешской Республики, а с октября 2013 года он был членом Палаты депутатов.
В мае 2013 года он основал политическое движение «Рассвет прямой демократии», а с мая 2015 года является председателем партии «Свобода и прямая демократия». Он является соавтором нескольких книг. Выступал в качестве одного из инвесторов реалити-шоу Den D на Чешском телевидении.
У него есть сын Руй от трехлетнего брака с японкой Миэ.
Окамура является сторонником системы прямой демократии, примерами которой являются, например, Швейцария и Лихтенштейн.
Он родился в Токио, куда его мать-чешка Хелена Окамура, урождённая Холикова, переехала в 1966 году, выйдя замуж за гражданина Японии японо-корейского происхождения Мацу Окамура. Однако Томио Окамура провел в Японии менее 10 лет. Большую часть жизни прожил в Чехии (и Чехословакии).